# Gymnoscelis roseifascia
Gymnoscelis roseifascia är en fjärilsart som beskrevs av George Francis Hampson 1895. Gymnoscelis roseifascia ingår i släktet Gymnoscelis och familjen mätare. Inga underarter finns listade i Catalogue of Life.